# برندا سامپار
برندا سامپار (انگلیسی: Brenda Sempare؛ زادهٔ ۹ نوامبر ۱۹۶۱) بازیکن فوتبال اهل بریتانیا است.
از باشگاه‌هایی که در آن بازی کرده‌است می‌توان به باشگاه فوتبال زنان فولام اشاره کرد.
وی همچنین در تیم ملی فوتبال زنان انگلستان بازی کرده‌است.